# Aeroporto Internazionale di Cleveland-Hopkins
L'Aeroporto Internazionale Hopkins di Cleveland (IATA: CLE, ICAO: KCLE, FAA LID: CLE) è l'aeroporto internazionale al servizio della città di Cleveland e della sua area metropolitana, in Ohio. Si situa 14 km a sud ovest di Downtown Cleveland, nel quartiere di Hopkins, vicino al Gleen Research Center della NASA.
Offre circa 40 destinazioni non-stop e con 8.7 milioni di passeggeri trasportati nel 2022, è il 43º più trafficato di tutti gli Stati Uniti
L'aeroporto di Cleveland è stato il primo degli Stati Uniti ad avere una Torre di Controllo nonché il primo in Nord America ad essere direttamente connesso ad una linea ferroviaria.
Cleveland è stato hub di United dalla fine della seconda guerra mondiale sino alle metà degli anni novanta. Dopo United, Cleveland è diventato base di Continental Airlines dagli anni novanta sino agli anni duemila quando United, ormai proprietaria di Continental, decise di chiudere del tutto la base.

## Terminal
L'aeroporto di Cleveland è composto da un solo terminal a due livelli (per partenze ed arrivi), completato nel 1978 e rinnovato nel 2016. Il terminal a sua volta è diviso in 4 sezioni separate (concourses in inglese):
- Sezione A casa di Frontier, Spirit, voli charters e tutti gli arrivi internazionali. La sezione A ha al suo interno i servizi di immigrazione per i passeggeri internazionali in arrivo.
- Sezione B casa di Delta e Southwest. Chiamato originariamente "West Concourse", è stato costruito nel 1954 ed espanso e rinnovato dal 1982 al 1983.
- Sezione C casa di Air Canada Express, Alaska, American, JetBlue e United. Chiamato originariamente "South Concourse" è stato aperto nel 1969 e rinnovato nel 1992. Non ospita in ogni caso voli internazionali che sono gestiti solo nella sezione A.
- Sezione D non è in uso dal 2014 quando United ha spostato tutti i suoi voli sulla sezione C.

Nel 2022 l'aeroporto ha proposto un piano di rinnovo da 2 miliardi di dollari. L'espansione riguarda le postazioni di sicurezza e i banchi per i check-in, nonché un miglioramento del controllo bagagli, l'aggiunta di 8 nuovi gates e la creazione di un nuova sezione al posto dell'attuale sezione D.